# Jean Anthelme Brillat-Savarin
Jean Anthelme Brillat-Savarin (pronunția franceză: [ʒɑ ɑtɛlm bʁija savaʁɛ]; 1 aprilie 1755, Belley, Ain – 2 februarie 1826, Paris) a fost un avocat și politician francez, care și-a câștigat o faimă de epicurian și gastronom: „Grimod și Brillat-Savarin: cei doi scriitori au întemeiat efectiv genul eseului gastronomic”.

## Biografie
Brillat-Savarin a fost născut în orașul de Belley, Ain, unde râul Ron separa pe atunci Franța de Savoia, într-o familie de avocați. A studiat dreptul, chimia și medicina la Dijon în anii săi de tinerețe și mai târziu a practicat avocatura în orașul său natal. În 1789, după declanșarea Revoluției Franceze, el a fost trimis ca deputat în Adunarea Stărilor Generale, care a devenit curând o Adunare Națională Constituantă, unde a dobândit o faimă restrânsă în special pentru un discurs public în care a apărat pedeapsa capitală. Tatăl lui, Marc Anthelme, a adoptat de-al doilea prenume în 1733 la moartea unei mătuși pe nume Savarin care i-a lăsat întreaga sa avere cu condiția ca el să-i adopte numele.
S-a întors la Belley și a fost timp de un an primarul ales al localității. Într-o etapă ulterioară Revoluției s-a pus o recompensă pe capul lui și a căutat adăpost în Elveția, la niște rude din Moudon, și apoi la hôtel du Lion d'Argent din Lausanne. Mai târziu s-a mutat în Olanda și apoi în Statele Unite ale Americii, unde a stat timp de trei ani la Boston, New York, Philadelphia și Hartford, întreținându-se din ținerea de lecții de limba franceză și de vioară. Pentru un timp el a fost vioara întâi în Park Theater din New York.
S-a întors în Franța în perioada Directoratului, în 1797, și a dobândit un post de magistrat pe care l-a îndeplinit tot restul vieții sale, ca judecător la Curtea de Casație. 

### Scrieri
El a publicat mai multe lucrări de drept și de economie politică. De asemenea, a scris o povestire erotică intitulată Voyage à Arras. Deși a rămas burlac, nu era străin de sentimentul iubirii, pe care-l socotea cel de-al șaselea simț: dedicația sa din Physiologie adresată frumoasei sale verișoare Juliette Récamier conține următorul text: 
„Doamnă, primiți cu amabilitate și citiți cu indulgență lucrarea unui om bătrân. Este un tribut adus unei prietenii care datează din copilărie și, probabil, un omagiu adus unui sentiment mai tandru... Cum pot să-i spun? La vârsta mea un bărbat nu mai îndrăznește să-și interogheze inima.” 

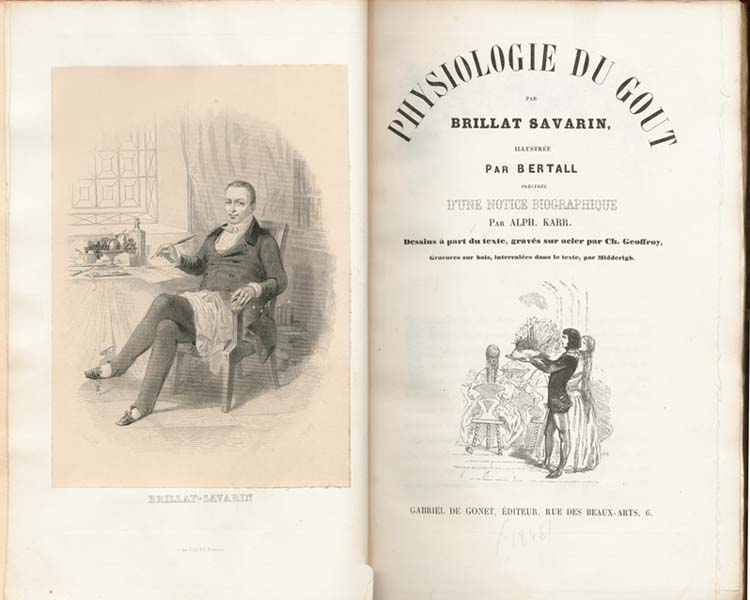
Pagina de titlu a lucrării La Physiologie du Goût (Fiziologia gustului), cu un portret al autorului. Ediția din 1848

Celebra sa lucrare, Physiologie du goût (Fiziologia gustului), a fost publicată în decembrie 1825, cu două luni înainte de moartea sa. Titlul complet este Physiologie du Goût, ou Méditations de Gastronomie Transcendante; ouvrage théorique, historique et à l'ordre du jour, dédié aux Gastronomes parisiens, par un Professeur, membre de plusieurs sociétés littéraires et savantes. Cartea nu s-a epuizat atunci când a apărut, la scurt timp înainte de moartea lui Brillat-Savarin. Traducerea cea mai importantă în limba engleză a fost făcută de scriitorul și criticul culinar M. F. K. Fisher, care a remarcat: „mă consider binecuvântat printre traducători”. Traducerea ei a fost publicată pentru prima dată în 1949.
Corpul lucrării, deși de multe ori prolix sau excesiv și uneori dubios - aforistic și axiomatic, a rămas extrem de important și a fost în mod repetat reanalizat în anii scurși de la moartea sa. Într-o serie de meditații care seamănă cu eseurile lui Montaigne și au un ritm discursiv al unei vârste de lecturi îndelungate și o urmărire încrezătoare a plăcerilor educate, Brillat-Savarin vorbește despre plăcerea de a mânca, pe care o consideră o știință. Modelele sale franceze au fost stiliștii Vechiului Regim: Voltaire, Rousseau, Fénelon, Buffon, Cochin și d'Aguesseau. 
În afară de latină, el cunoștea bine cinci limbi moderne și atunci când era ocazia potrivită nu se sfia să le etaleze: nu a ezitat niciodată să împrumute un cuvânt, precum englezescul sip când părea să nu găsească un echivalent în limba franceză, până când a redescoperit verbul învechit siroter.
Filosofia lui Epicur se află pe partea din spate a fiecărei pagini; cea mai simplă masă l-a mulțumit pe Brillat-Savarin, atâta timp cât a fost realizată cu maiestrie:
Acele persoane care suferă de indigestie sau care se îmbată sunt complet ignorante cu privire la adevăratele principii ale mâncatului și băutului.

## Influență
Brânza Brillat-Savarin, forma Savarin, o formă de patiserie cu un contur rotunjit, și prăjitura savarină sunt numite în onoarea lui.
Reputația lui a fost revitalizată în rândul gastronomilor moderni din mai multe părți ale lumii, ca urmare a influenței exercitate asupra președintelui Kaga din serialul de televiziune „Iron Chef”, care a făcut cunoscut milioanelor de spectatori celebrul său aforism: „Spune-mi ce mănânci și-ți voi spune cine ești”.
Brillat-Savarin este adesea considerat ca părinte al dietei sărace în carbohidrați. El a considerat că zahărul și făina albă este cauza obezității și a sugerat în schimb ingrediente bogate în proteine. 
Destul de sigur, animalele carnivore nu se îngrașă niciodată (vezi lupii, șacalii, păsările de pradă, ciorile etc.). Animalele erbivore nu se îngrașă cu ușurință, cel puțin până la vârsta care le-a adus într-o stare de inactivitate; dar se îngrașă foarte repede de îndată ce încep să fie hrănite cu cartofi, cereale sau orice fel de făină. ... Cea de-a doua dintre principalele cauze ale obezității o reprezintă substanțele făinoase și cu amidon pe care omul le transformă în componente primare ale hranei sale zilnice. Așa cum am spus deja, toate animalele care consumă alimente făinoase se îngrașă, vrând-nevrând, și omul nu face excepție de la această lege universală.Brillat-Savarin, Jean Anthelme (1970). The Physiology of Taste. trans. Anne Drayton. Penguin Books. pp. 208–209. ISBN 978-0-14-044614-2.
Eneas Sweetland Dallas a scris Kettner's Book of the Table, a Manual of Cookery, un tratat de gastronomie din 1877 inspirat de lucrarea lui Brillat-Savarin. Dallas a publicat cartea sub pseudonimul A. Kettner.

## Citate
- „Oricine primește prieteni și nu participă la pregătirea mesei lor nu merită să aibă prieteni.”
- Un pasionat iubitor de brânză, Brillat-Savarin a remarcat: „Un desert fără brânză este ca o femeie frumoasă, cu un singur ochi.”
- „Descoperirea unui nou fel de mâncare aduce omenirii mai multă fericire decât descoperirea unei noi stele.”
- „Spune-mi ce mănânci și-ți voi spune cine ești.”
- „Unui om care iubea vinul i-au fost oferiți niște struguri la desert după cină. „Vă rămân îndatorat”, a spus el, împingând farfuria deoparte, „dar nu obișnuiesc să-mi iau vinul din pastile”.”
- „A primi oaspeți înseamnă a te ocupa de fericirea lor pe întreaga perioadă în care aceștia se află sub acoperișul tău.”
- „Gătitul este una dintre cele mai vechi arte și una care ne-a făcut cel mai important serviciu în viața civică.”
- „Plăcerea de a mânca aparține tuturor vârstelor, tuturor stărilor sociale, tuturor țările și tuturor domeniilor de activitate; ea se confundă cu toate celelalte plăceri și rămâne ultima care ne consolează de trecerea lor.”[13]

## Moartea

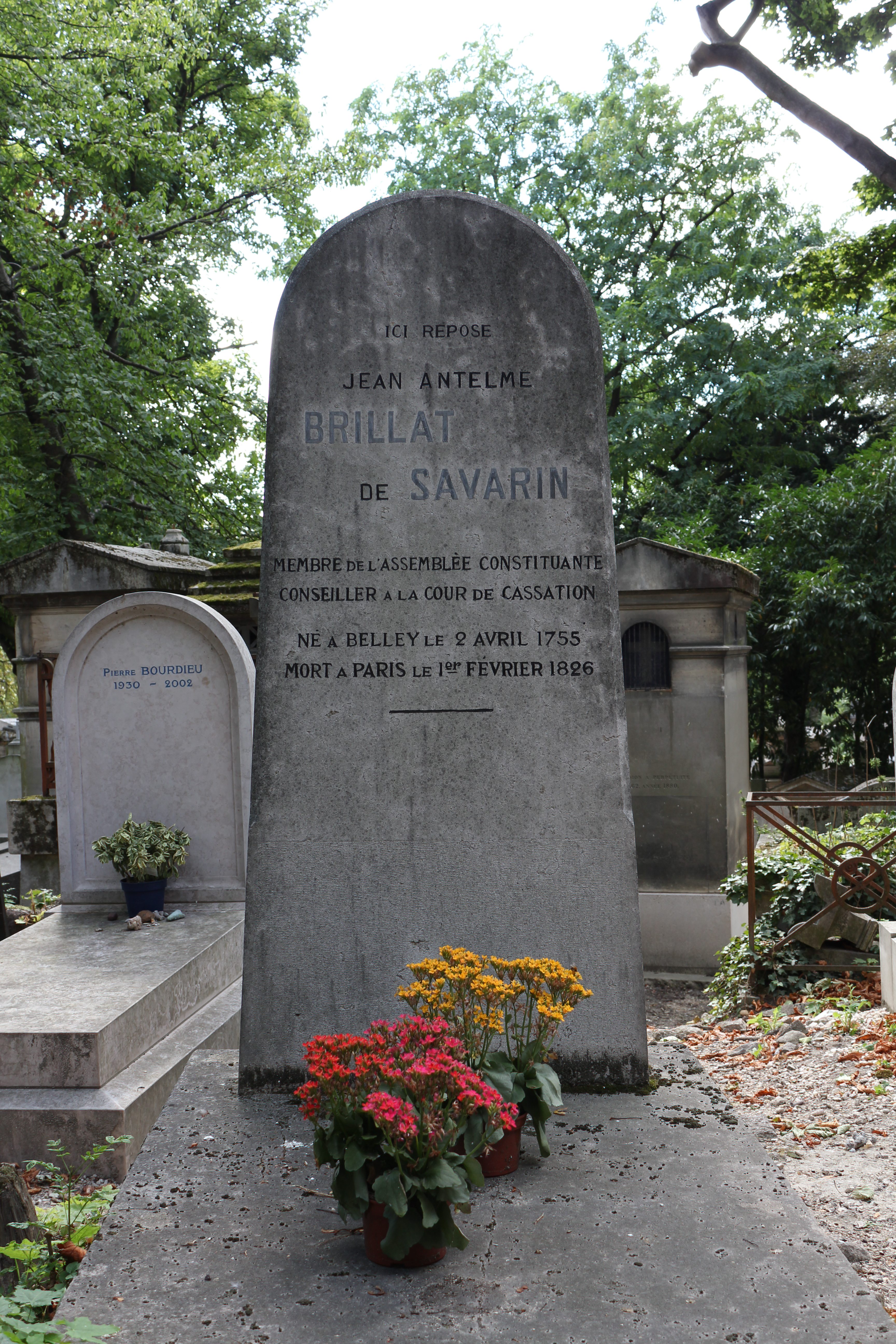
Mormântul lui Brillat-Savarin, în cimitirul Père-Lachaise.

A fost înmormântat în Cimitirul Père Lachaise din Paris.